# Organoazidopathie
Organoazidopathie, Synonym: Organoazidurie, ist ein Überbegriff für eine Gruppe von Stoffwechselerkrankungen, die den Abbau von Aminosäuren oder Fettsäuren betreffen und überwiegend einem autosomal rezessiven Erbgang folgen mit Anreicherung und Ausscheidung von organischen Säuren. Diese Krankheitsgruppe wird – historisch bedingt – nicht systematisch, sondern aufgrund der gemeinsamen Untersuchungstechnik Urinuntersuchung diagnostiziert.
Die organischen Säuren können als giftige Stoffwechselzwischenprodukte eine Intoxikation hervorrufen. Davon sind vorwiegend Harnstoffzyklus, Gluconeogenese, die mitochondriale Atmungskette und die renale Karnitinreabsorption betroffen, woraus sich die entsprechende klinische Symptomatik der Hyperammonämie, Hypoglykämie, Laktatazidose, Ketose und des Karnitinmangels ergibt.

## Vorkommen
Die Häufigkeit wird mit 1 zu 9.000 Neugeborenen angegeben.

## Einteilung
Die Datenbank Orphanet führt folgende Klassifikation:
- Klassische Organoazidopathien
  - 2-Methylbutyryl-CoA-Dehydrogenase-Mangel, Synonym: 2-Methylbutyrazidurie; Acyl-CoA-Dehydrogenase-Mangel, kurz/verzweigtkettige; Entwicklungsverzögerung durch 2-Methylbutyryl-CoA-Dehydrogenase-Mangel; SBCAD-Mangel[4]
  - 3-Hydroxy-3-Methylglutarazidurie, Synonym: 3-Hydroxy-3-Methylglutaryl-CoA-Lyase-Mangel; HMG-CoA-Lyase-Mangel; Hydroxymethylglutarazidurie[5]
  - 3-Hydroxy-Isobuttersäure-Krankheit[6]
  - 3-Methylglutaconazidurie
  - Beta-Ketothiolase-Mangel, Synonym: 3-Ketothiolase-Mangel; 3-Oxo-Thiolase-Mangel; Alpha-Methyl-Acetessigsäure-Azidurie; Alpha-Methyl-Acetoacetyl-CoA Thiolase-Mangel; Mitochondrialer Acetoacetyl-Coenzym A-Thiolase-Mangel; T2-Mangel[7]
  - HIBCH-Mangel, Synonym: Metabolischer Valin-Defekt; Methacrylat-Azidurie; Neurodegeneration durch 3-Hydroxyisobutyryl-CoA-Hydrolase-Mangel[8]
  - Isobutyrazidurie, Synonym: Isobutyryl-CoA-Dehydrogenasemangel[9]
  - Isolierter Carboxylase-Mangel
  - Isovalerianazidämie
  - Kombinierte Malon- und Methylmalonazidurie (CMAMMA)[10]
  - Methylmalonazidurie mit[11] oder ohne Homocystinurie[12]
  - Multipler Carboxylase-Mangel
  - Propionazidämie, Synonym: Glycinämie, ketotische; Propionazidurie; Propionyl-CoA-Carboxylase-Mangel[13]
- Zerebrale Organoazidopathien
  - 2-Hydroxy-Glutarazidurie
  - Enzephalopathie mit assoziiertem Aminoacylase 1-Mangel, Synonym: ACY1D; N-Acyl-L-Aminosäure Amidohydrolase-Mangel[14]
  - Glutarazidurie
  - HSD10-Mangel
  - Morbus Canavan

## Klinische Erscheinungen
- Manifestation in 70 % im Neugeborenenalter
- Trinkverweigerung, Erbrechen, Somnolenz bis zur Apathie
- Muskelhypotonie

Hinzu können Hautveränderungen wie Erythem oder Alopezie kommen.
Kennzeichnend für den Verlauf von Organoazidopathien ist eine neonatale  Stoffwechselkrise, bei der es wenige Tage nach der ersten Nahrungsaufnahme zu einer schweren metabolischen Enzephalopathie kommt.

## Diagnose
Zur Diagnose dient der Nachweis der entsprechenden organischen Säure im  Urin. Außerdem können enzymatische und molekularbiologische Nachweismethoden eingesetzt werden.

## Behandlung
Wenn der Verdacht auf eine Organoazidopathie besteht, dürfen keine Proteine mit der Nahrung zugeführt werden. Die nichtbetroffenen Aminosäuren werden durch ein spezielles Gemisch ergänzt. Eine katabole Stoffwechselsituation muss unbedingt vermieden werden.

## Prognose
Die Prognose hängt vom Stoffwechseldefekt und dem frühzeitigen Beginn einer Behandlung ab.